# Stoigniew (książę obodrzycki)
Stoigniew, Stojgniew, Stoinef (zm. 16 października 955) – książę Obodrytów panujący w połowie X wieku, wzmiankowany przez Widukinda z Korbei oraz Thietmara z Merseburga [II, 12 (6)].
Współrządził z Nakonem – według Thietmara – swoim bratem. Obydwaj książęta, podburzeni przez możnych saskich z rodu Billungów – braci Wichmana i Ekberta, wystąpili przeciwko księciu saskiemu Hermannowi. W 955 roku wzięli udział w bitwie z wojskami niemieckimi dowodzonymi przez margrabiego Gerona nad rzeką Reknicą. Wojska obodryckie zostały pokonane, zaś ratującego się ucieczką Stoigniewa pojmano i stracono.